# Werner Riemann (Schauspieler)
Werner Riemann (* 25. Januar 1934 in Amsterdam; † 19. Januar 2023) war ein deutscher Schauspieler.

## Leben

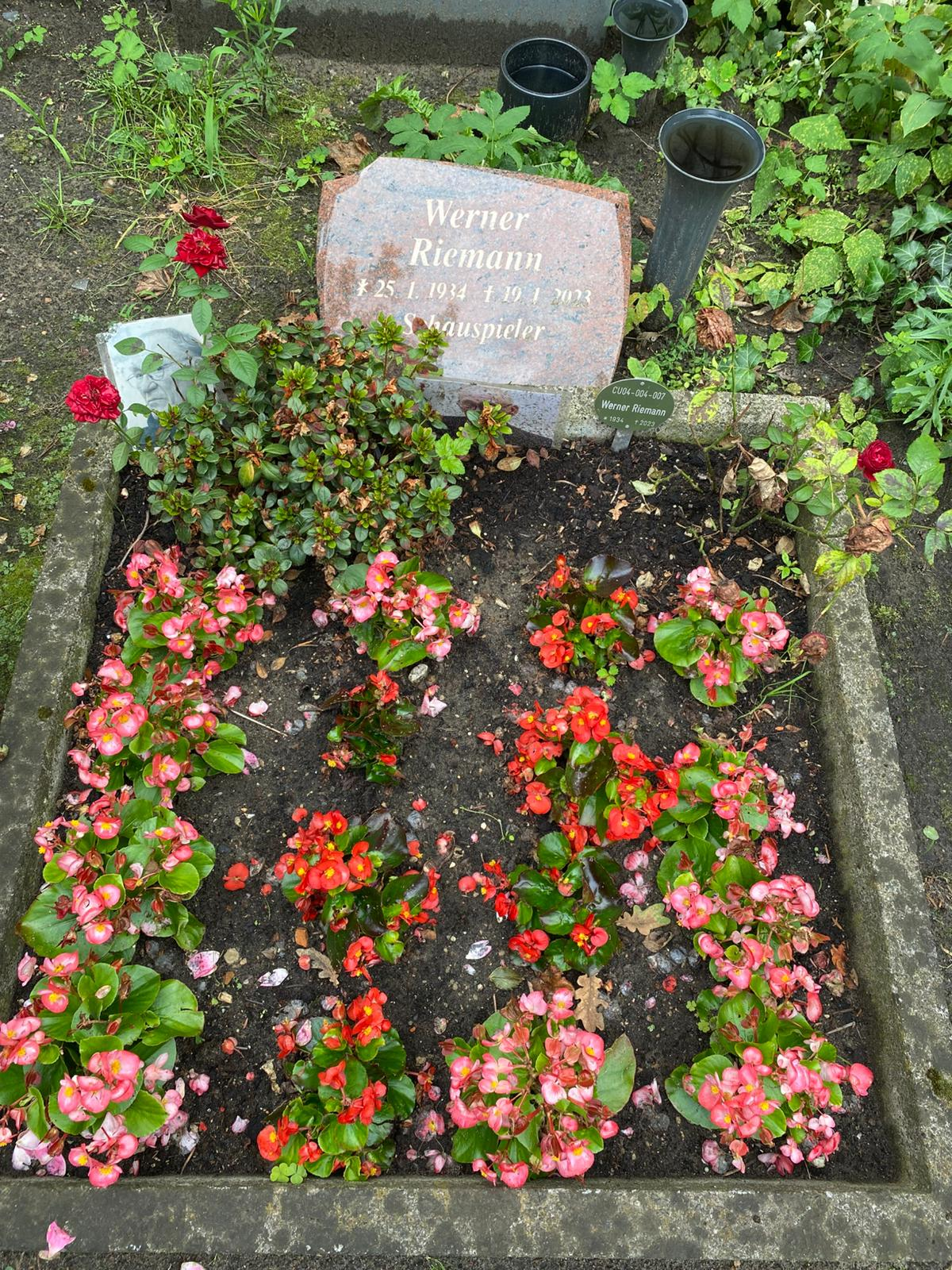
Grabstätte

In den Niederlanden geboren, kam er mit seinen Eltern 1939 nach Berlin. Er absolvierte eine Ausbildung zum Drogisten und arbeitete bis zu seiner Theaterlaufbahn in diesem Beruf. Er wirkte ab 1955 als Kleindarsteller am Berliner Ensemble; daneben war er als Regieassistent tätig und führte regelmäßig Besuchergruppen durch das Theater. Nachdem er als Schauspieler am Maxim Gorki Theater begonnen hatte, arbeitete er mit kurzen Unterbrechungen am Berliner Ensemble. Daneben war er am Theater Prenzlau und Staatsschauspiel Dresden beschäftigt und arbeitete an verschiedenen Filmproduktionen mit.
Werner Riemann war verheiratet und der Vater des Liedermachers Torsten Riemann, des Schauspielers Sven Riemann und der Drehbuchautorin Silke Riemann. Er ruht auf dem Friedhof der Dorotheenstädtischen und Friedrichswerderschen Gemeinden.

## Filmografie
- 1963: Das Märchen vom goldenen Schützen (Sprecher)
- 1964: Das Lied vom Trompeter
- 1966: Die Tage der Commune (Theateraufzeichnung)
- 1967: Die Räuber (Fernsehfilm)
- 1970: Jeder stirbt für sich allein (Fernsehfilm, 3 Teile)
- 1970: Der Streit um den Sergeanten Grischa (TV)
- 1971: Optimistische Tragödie (TV)
- 1972: Leichensache Zernik
- 1973: Zement (Fernsehfilm, zwei Teile)
- 1974: Der aufhaltsame Aufstieg des Arturo Ui (Theateraufzeichnung)
- 1974: Die Frauen der Wardins (Fernseh-Dreiteiler)
- 1974: Wolz – Leben und Verklärung eines deutschen Anarchisten
- 1975: Polizeiruf 110: Ein Fall ohne Zeugen (TV-Reihe)
- 1976: Das Licht auf dem Galgen
- 1977: Unterwegs nach Atlantis
- 1977: Dantons Tod (Studioaufzeichnung)
- 1979: Einfach Blumen aufs Dach
- 1980: Draußen im Heidedorf (TV)
- 1983: Mathilde Möhring (TV)
- 1984: Weiberwirtschaft (TV)
- 1989: Vera – Der schwere Weg der Erkenntnis (TV)
- 1989: Großer Frieden (Theateraufzeichnung)
- 1989: Pestalozzis Berg
- 1992: Landschaft mit Dornen (TV)

## Hörspiele
- 1980: Brüder Grimm: Das tapfere Schneiderlein (Soldaten) – Regie: Dieter Wardetzky (Kinderhörspiel – Litera)
- 1983: Wolfgang David: Furcht vor Amseln (Häftling) – Regie: Manfred Täubert (Kinderhörspiel – Rundfunk der DDR)